# Sirena (Schiff)
Die Sirena ist ein 1999 als R Four in Dienst gestelltes Kreuzfahrtschiff der US-amerikanischen Reederei Oceania Cruises. Unter seinem jetzigen Namen fährt es seit 2016. Die Sirena ist die vierte Einheit der R-Klasse.

## Geschichte

### Renaissance Cruises
Die R Four entstand unter der Baunummer O31 in der Werft von Chantiers de l’Atlantique in Saint-Nazaire und wurde am 12. Mai 1999 ausgedockt. Nach der Ablieferung an die in Monrovia ansässige Reederei Renaissance Cruises am 22. Oktober 1999 und der offiziellen Taufe in Fort Lauderdale im Dezember 1999 nahm sie den Dienst mit einer Kreuzfahrt von Tahiti nach Papeete auf. Das Schiff, dessen Bau etwa 150 Millionen US-Dollar kostete, war die vierte Einheit der insgesamt aus acht Schiffen bestehenden R-Klasse.
Ende September 2001 musste Renaissance Cruises nach extrem gesunkener und zurückgezogener Buchungen auf dem US-Markt aufgrund der Terroranschläge vom 11. September 2001 Insolvenz anmelden. Die R Four wurde noch im selben Monat in Uturoa arrestiert.

### Princess Cruises

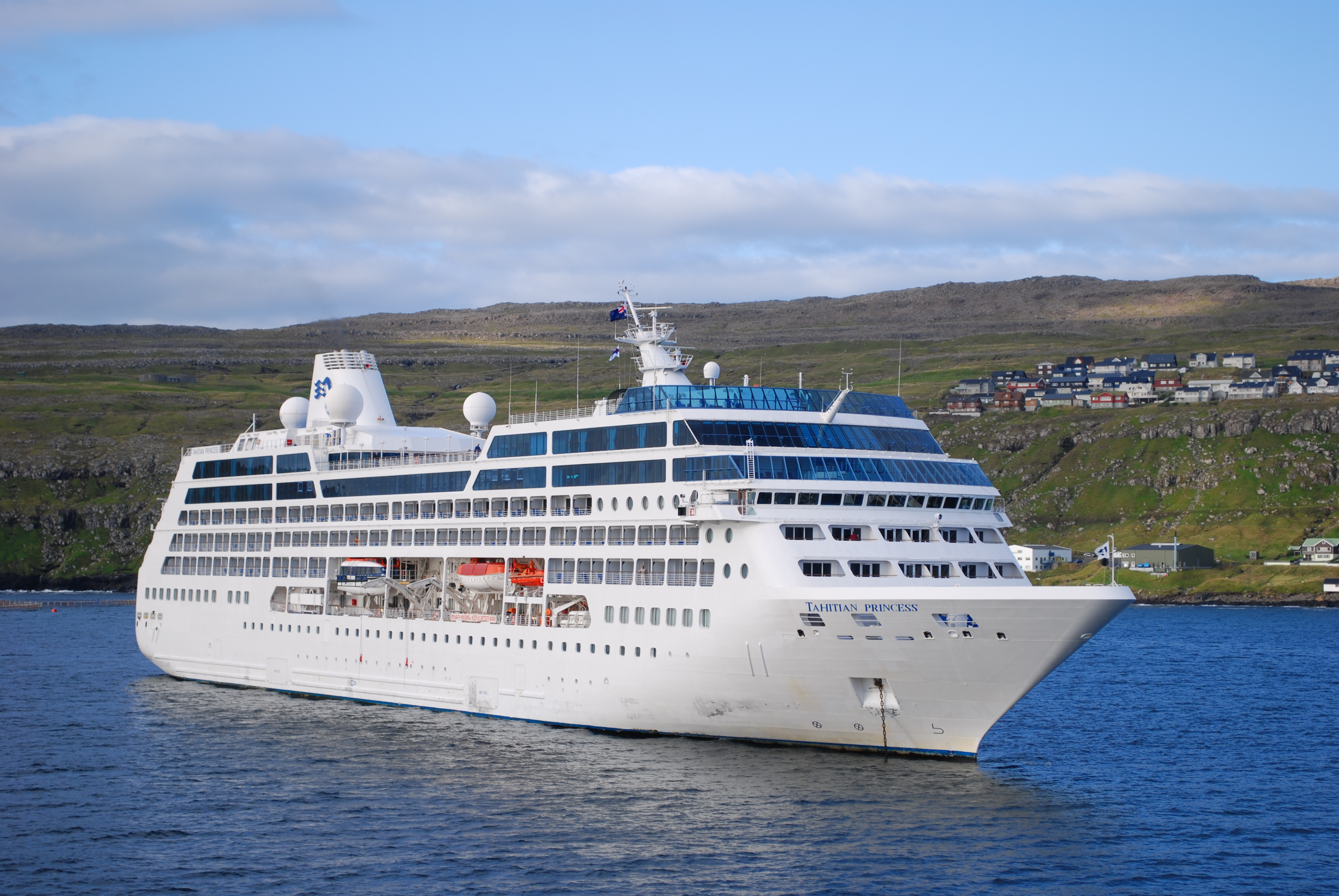
Als Tahitian Princess im August 2009

Ein neuer Betreiber für die R Four fand sich im Oktober 2002 mit Princess Cruises, zunächst nur unter Charter. Sie stand fortan unter dem Namen Tahitian Princess im Einsatz. 2004 ging das Schiff in den Besitz der Reederei über. Seit November 2009 trug es den Namen Ocean Princess.

### Oceania Cruises
Im November 2014 ging die Ocean Princess in den Besitz von Oceania Cruises über, wurde aber bis März 2016 weiterhin von Princess Cruises bereedert. Erst danach erhielt das Schiff den Namen Sirena und konnte am 27. April 2016 zu seiner ersten Kreuzfahrt unter seinem neuen Betreiber von Barcelona nach Venedig aufbrechen.
Die Sirena ist eines von insgesamt vier Einheiten der R-Klasse, die für Oceania Cruises fahren. Ihre Schwesterschiffe Insignia und Regatta wechselten beide bereits 2003 zur Reederei, die Nautica folgte 2004.